# 麥麥送

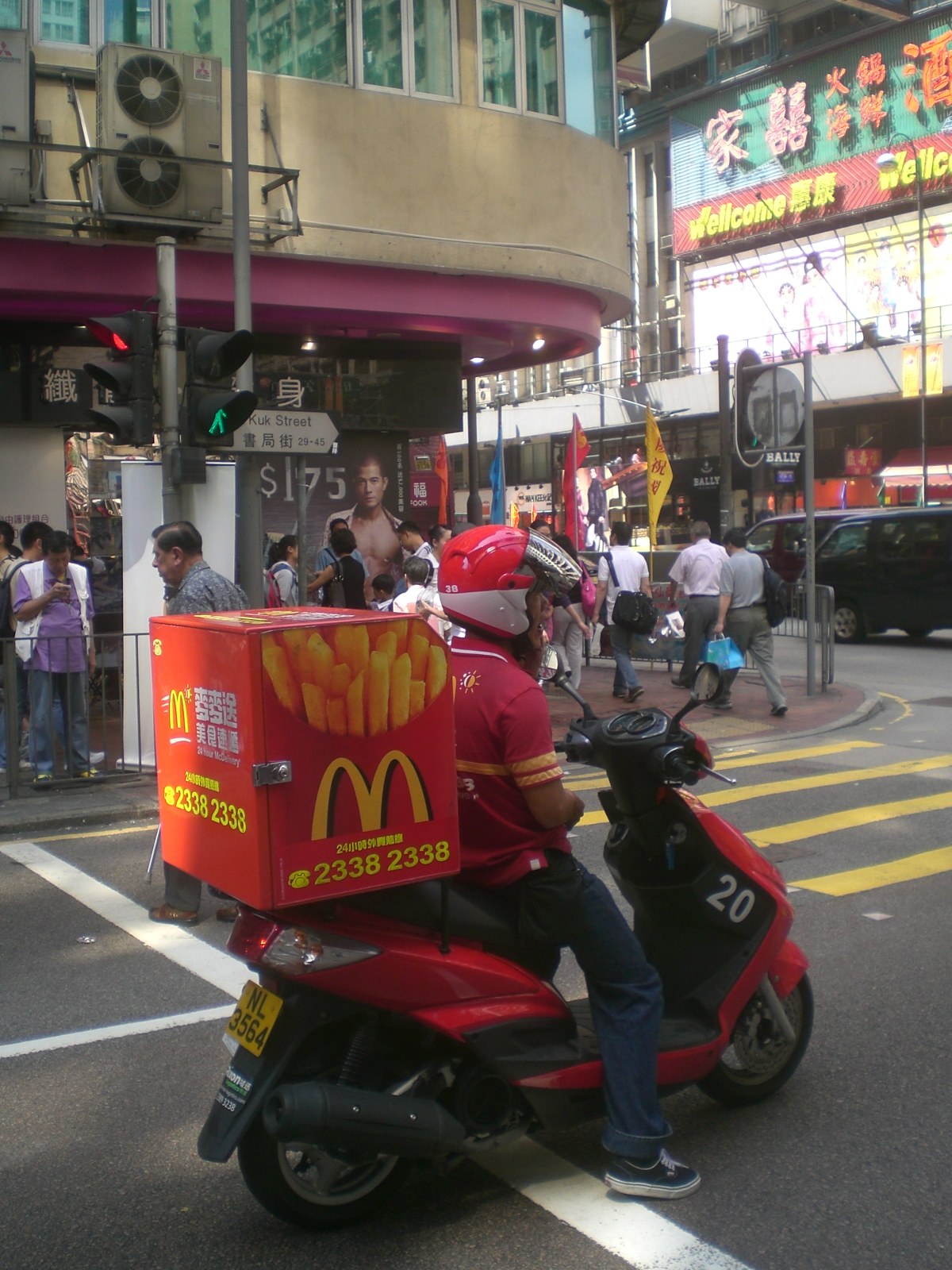
麥當勞麥麥送車手在途上

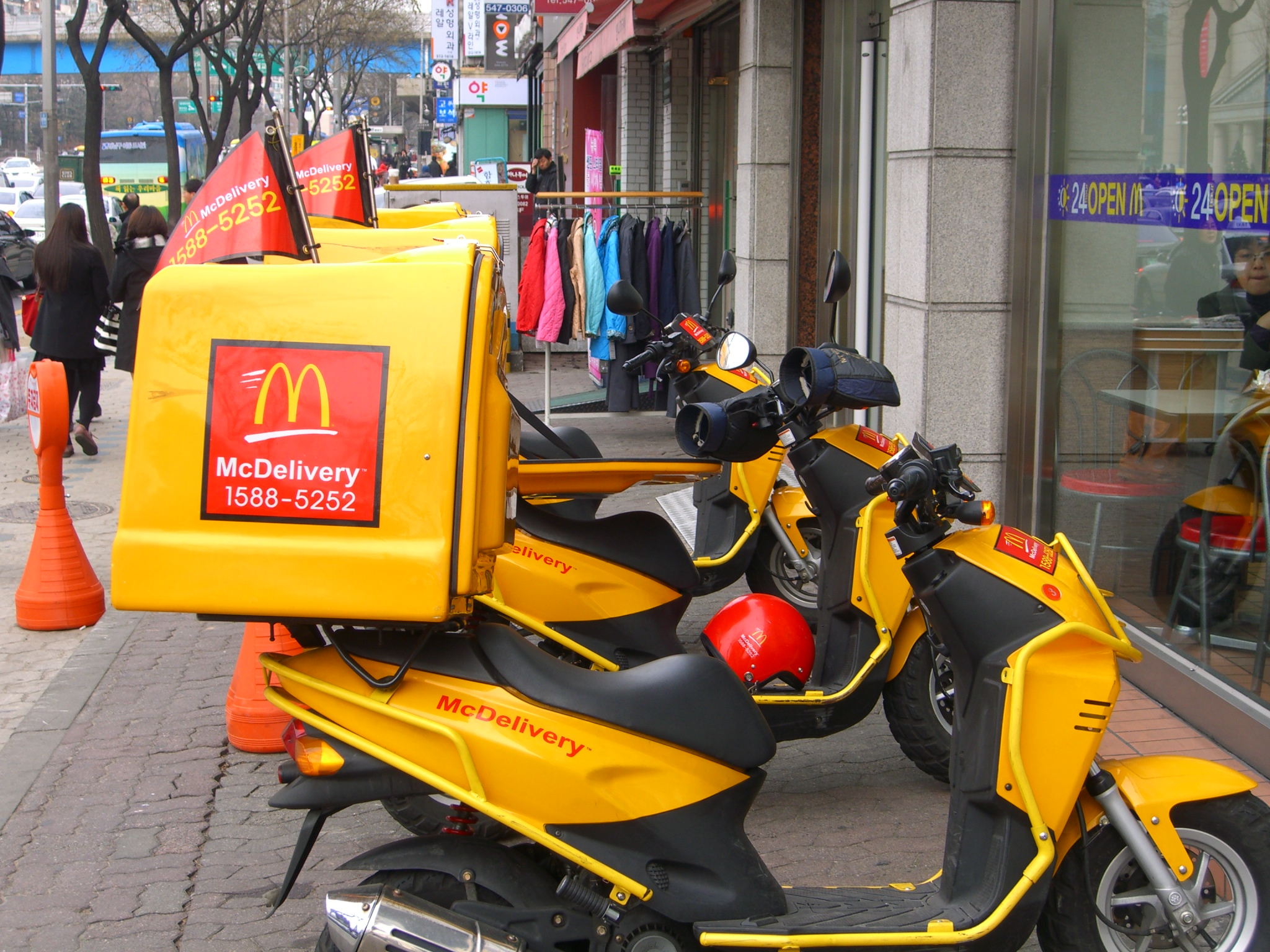
韓國的麥麥送電單車

麥麥送（英語：McDelivery）是跨國連鎖快餐店麥當勞的外送服務與品牌，主要透過機車快遞運送餐點。1993年首先在美國提供，目前亦擴及多個國家地區。

## 香港

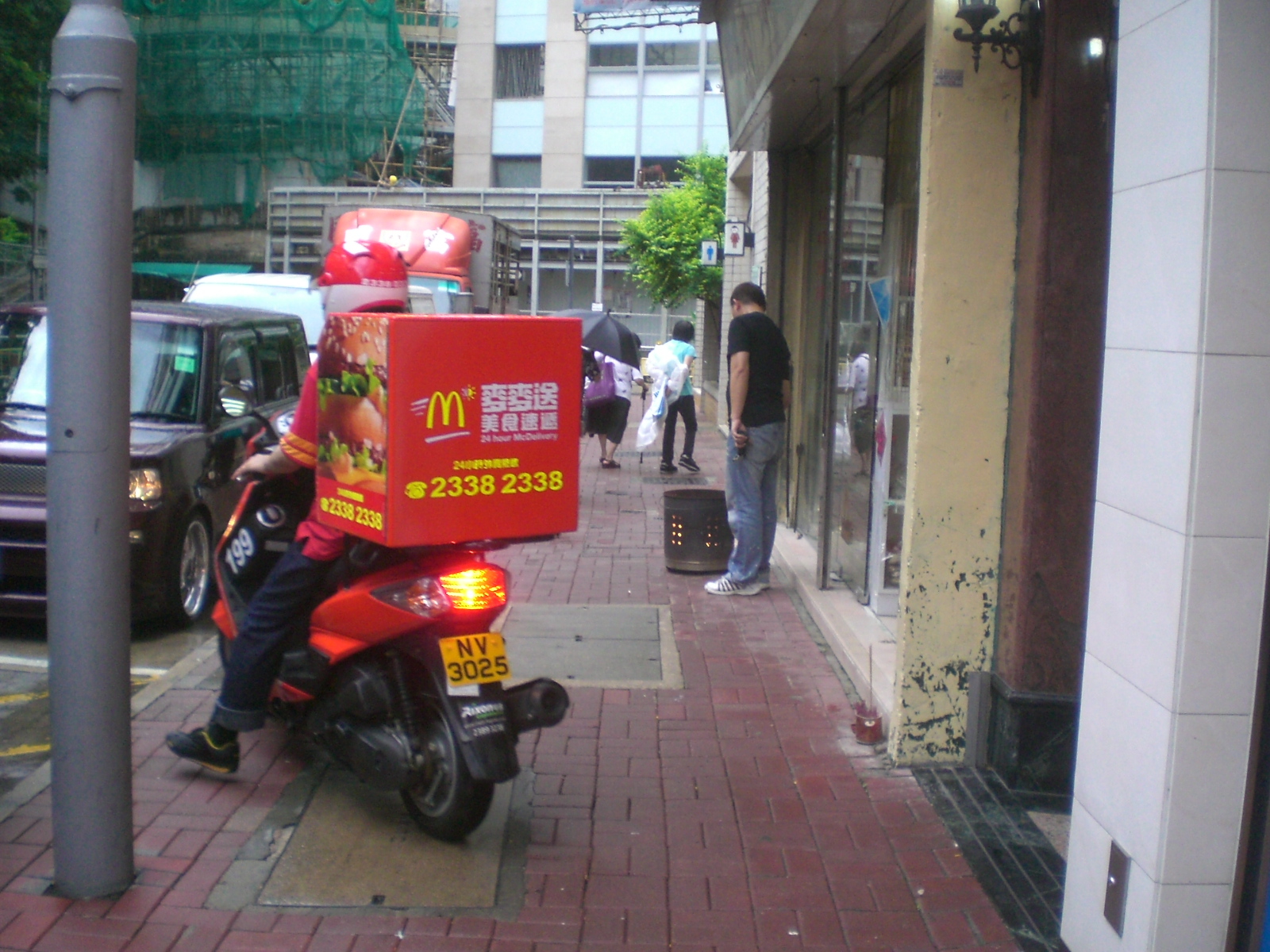
香港麥當勞麥麥送是外判職位

香港麥當勞為拓展其本地業務，於2009年大力推廣其二十四小時外賣速遞服務，名為「麥麥送」，並起用香港著名歌手，陳奕迅、容祖兒，軟硬天師等人為代言人。

### 域迅快遞和自僱員工
但推出該服務不久後即傳出「麥麥送」員工為外判速遞公司「域迅快遞有限公司」及「行雲物流有限公司」，以行內常用自雇形式聘用，不受香港《僱傭條例》規管。員工無法享有勞工法例保障，包括工傷、各項假期及強積金等補償。直至有速遞員因工受傷，為傳媒廣泛報道後，才引來勞工及福利局局長張建宗關注。

### 外賣電單車設計或和意外頻生有關
「麥麥送」外賣速遞員頻頻發生交通意外受傷，有批評指外賣電單車設計「尾重頭輕」，可能違反《道路安全條例》。飲食及酒店業職工總會總幹事卓素莧指出，電單車外賣箱太大，無法容納兩名乘客，而食物擺放位置亦有問題，如凍飲放在箱內上層，令外賣箱上重下輕，也令速遞員車手易生意外。

### 政府介入
至2009年8月21日，勞工處共接到15宗有關麥當勞外賣速遞「麥麥送」的工傷賠償問題查詢。處長謝凌潔貞表示是項事件當局仍在調查階段，勞工處會因應表面證供，並諮詢律政司意見後才作出決定是否檢控麥當勞外判公司域迅快遞有限公司。而域迅快遞有限公司於2009年8月中已開始接觸速遞員，補簽僱傭合約。

### 與足球有關的趣事
哈利·麥佳亞是一名英格蘭職業足球員，目前在英超球會曼聯及英格蘭國家足球隊司職中堅。自2019年高價轉會加盟曼聯以來，麥佳亞在曼聯的長期表現低迷，經常犯下一些低級失誤，甚至會為球隊招致敗陣。原因之一為其機動性不足的明顯缺點。因此，有部分的香港球迷媒體會戲稱他為「麥麥送」，皆因他時常為對手送上聯賽積分。

## 台灣
台灣麥當勞於2009年推出24小時外送服務，範圍包括台北、台中及高雄三大都會區，並以歌手王力宏為代言人。

## 中国大陆
在中国大陆，麦当劳于2007年推出外送服务。

## 資料來源
1. ↑  .   [2009年8月23日]. （原始内容存档于2012年2月26日）.
2. ↑  .   [2009年8月23日]. （原始内容存档于2009年8月18日）.
3. ↑  .   [2009年8月23日]. （原始内容存档于2012年2月26日）.
4. ↑  . 麦当劳.   [2023-01-28]. （原始内容存档于2023-01-28）.